# Sringa

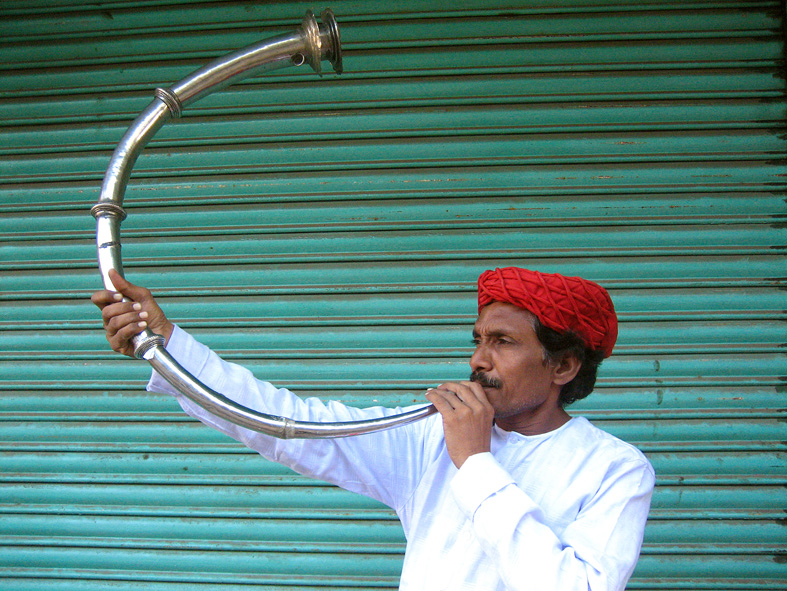
Sringa

Le sringa, ranasringa, singa, sig, narsîgâ, kurudutu ou kombu  est un très vieil instrument de musique à vent indien remontant aux Vedas. C'est un cor.

## Facture
À l'origine en corne de buffle, on en a fabriqué en cuivre soit moulé soit emboîté, gravé, en forme de S, droit ou courbe.
Il peut avoir un double pavillon sculpté.

## Jeu
Il est très rare et joué uniquement dans le Sud de l'Inde, au Sri Lanka et au Népal ; lors de festivals, il peut former des ensembles de musique rituelles kshetram vâdyam. On le joue aussi à l'occasion des mariages ou dans la musique militaire.

## Source
- (en) S. Sadie, The New Grove Dictionary of Musical Instruments, Macmillan, London, 1985.